# Beyoğluspor

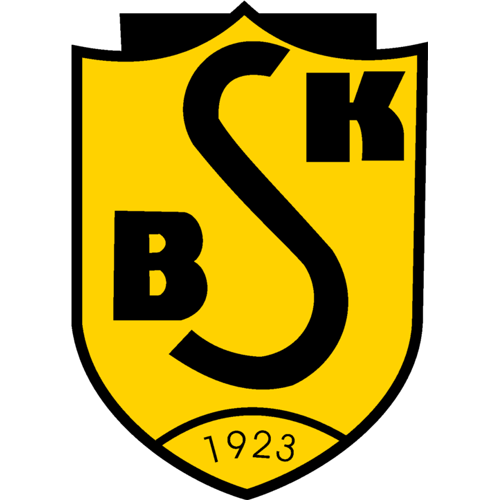
Logo du club

Le Beyoğluspor est un club sportif turc fondé en 1914, et basé à Istanbul. Il est notamment connu pour ses équipes de volleyball, basketball et football au niveau amateur.

## Histoire
À partir de la deuxième moitié du XIXe siècle, la communauté grecque de Constantinople a fondé de nombreux clubs sportifs et organise des activités sportives comme les jeux panconstantinopolitains. En 1877 est fondé l'Hermès Sport Club à Beyoğlu, très actif jusqu'en 1922, date à laquelle il a été forcé de cesser toute activité par les autorités locales.
Beyoğluspor est fondé en 1914 sous le nom d'Équipe grecque de football et devint rapidement l'un des plus importants clubs omnisports de la ville. Avec l'établissement de la République de Turquie en 1923, il est renommé Péra Sports Club et plus tard dans l'année, Beyoğlusport.
Jusqu'en 1926, l'activité du club était basée dans le gymnase abandonné du Hermès SC. Toutefois, après 1926 le club se déplace dans le bâtiment de l'organisation de fraternité des dames de Péra, également situé dans la région de Beyoğlu. À l'origine, Beyoğluspor se composait de deux départements : un pour le football et un pour la gymnastique. Plus tard, des sections lutte et boxe, et en 1926 basketball et volley-ball, sont créées.
Pendant son histoire, les sections du club sont récompensées lors de nombreuses compétitions. La section volley-ball du Beyoğluspor était l'une des équipes les plus titrées de Turquie dans les années 1940 et 1950, et l'équipe remporta plusieurs championnat de Turquie de volley-ball masculin à cette période. L'équipe de football réussit à obtenir une belle cinquième place en Ligue d’Istanbul de football en 1945, et dans les années 1960, elle participe à la Süper Lig. Les efforts des entraîneurs et présidents, comme G. Chalkousis, S. Kanakis, G. Mouzakis, A. Tripos, ont joué un rôle déterminant dans ces succès. De l'autre côté, maints athlètes se sont distingués à la fois au niveau grec mais également au niveau international, comme le champion du monde d'haltérophilie et dernier entraîneur de l'équipe grecque d'haltérophilie, Christos Iakovou.

## Popularité
La majorité des supporters étaient issus de la communauté grecque de la ville. Toutefois, Beyoğluspor fut le témoin d'une baisse dramatique du nombre de ses supporters pendant une période où Lefter Küçükandonyadis, un joueur de football grec et un des meilleurs joueurs de Turquie dans les années 1950 et 1960, jouait pour le Fenerbahçe, drainant la majorité de la communauté grecque locale, qui reporta temporairement son soutien sur le Fenerbahçe.

## Section football
Elle participe notamment au Championnat de Turquie de football 1963-1964.

## Athlètes notables
- Christos Iakovou,
- Şükrü Gülesin, footballeur
- Kostas Negrepontis, footballeur
- Alekos Sofianidis, footballeur